# 竹内なおゆき
竹内 なおゆき（たけうち なおゆき）は有限会社くまさんちーむ所属のシナリオライター。

## 概要
基本的には会社のカラーもあってDeep-Blueシリーズ、ガジェットトライアルといったいわゆるギャルゲーのシナリオを手がけることが多い。本人もそういうゲームのシナリオの方が得意であると語っている。
一方で工画堂スタジオの長寿SFウォー・シミュレーションゲームシリーズであるシュバルツシルトのシナリオも、竹内直幸名義で5作手がけている。
パロディを多用するライターであり、その範囲はアニメ・漫画・小説・軍事・古典・歴史など多岐に渡る。
主人公、あるいはそれに近い立ち位置のキャラクターに（議会制）民主主義を否定する発言をさせることが多い。ただこれは竹内の手がけるゲームの世界が王制・帝制を布いていることが多く、民主主義の世界の住人であるプレイヤーに王制・帝制がそれなりの合理性をもって選択されていることを伝えるゲームデザイン的な要請があるからとも考えることができる。従ってこれをもって竹内本人の政治的信条が反民主主義であるとは言い切れない。

## 参加作品
（日付は発売日に準拠）
- 1998年6月26日 シュヴァルツシルトGXR 時現の遣人（追加シナリオ担当）
- 1999年7月30日　シュヴァルツシルトW2（シナリオ担当）
- 2000年9月29日　パルフェ ふぁんBOX（クイズAVG・シナリオ担当）
- 2000年12月1日　シュヴァルツシルトZ（シナリオ担当）
- 2001年8月3日　シュヴァルツシルトN（シナリオ担当）
- 2002年7月20日　蒼い海のトリスティア（シナリオ担当）
- 2003年7月18日 トリスティアどき! どき! オペレーション（シナリオ、ドラマCD脚本）
- 2003年11月7日　シュヴァルシルトV（シナリオ担当）
- 2005年3月25日　蒼い空のネオスフィア（シナリオ担当）
- 2005年12月16日　蒼い空のネオスフィアどきどきアドベンチャー EfectiveE（ディレクター・シナリオ担当）
- 2005年12月29日　エンジェルアソート Vol.03（「鉄槌のカル」テキスト担当）
- 2006年6月23日　ガジェットトライアル（シナリオ担当）
- 2006年12月9日　小説「白銀のカル Cal&Toara」をコンプティークで連載開始
- 2008年5月30日　暁のアマネカと蒼い巨神（シナリオ担当）
- 2019年06月13日　夢現Re:Master (さきルートシナリオ担当）
- 2020年04月23日　夢現Re:After (さきルートシナリオ担当）